# 威爾遜鎮區 (北達科他州伯利縣)
威爾遜鎮區（英語：Wilson Township）是位於美國北達科他州伯利縣的一個鎮區。

## 地方資料
威爾遜鎮區的面積為89.34平方千米，當中陸地面積為87.21平方千米，而水域面積為2.12平方千米。根據2010年美國人口普查的數據，當地共有人口40人，而人口密度為每平方千米0.45人。